# Cuthona rolleri
Cuthona rolleri är en snäckart som beskrevs av Wilhelm Julius Behrens och Terrence M. Gosliner 1988. Cuthona rolleri ingår i släktet Cuthona och familjen Tergipedidae. Inga underarter finns listade i Catalogue of Life.